# Maria Rosa Rodrigo
Maria Rosa Rodrigo (Reus, 1937) és una pintora catalana.

## Biografia
Després del seu naixement els seus pares es traslladen a Barcelona. En aquesta ciutat comença els seus estudis artístics l'any 1955 a l'escola d'Arts i Oficis; quatre anys més tard es matricula a l'escola Superior de Belles Arts de Barcelona on finalitza els estudis el 1964. També aprèn litografia a l'Escola d'Arts del Llibre de la Ciutat Comtal. Quant fa la carrera de belles arts coneix al que serà el seu marit, Horts Müller, un economista alemany. Cap al 1965 se'n va Alemanya amb el seu marit, encoratjada per un dels seus professors que li parla de les bones oportunitats que pot tenir en aquest país en el camp de la il·lustració. Comença treballant d'il·lustradora per a contes de nens però ho acaba abandonant, ja que no li agrada. Posteriorment treballa com a decoradora en una important botiga de mobles a Essen, on roman nou anys. L'empresa li concedeix un dia lliure per anar a la Facultat d'Art de la Universitat Duisburg-Essen, on fa estudis de gravat durant quatre anys. Finalment deixa de banda la decoració per dedicar-se en exclusiva a la pintura i al gravat. El 1970 mostra la seva obra en exposicions col·lectives i fa la primera mostra individual el 1977 a la Kuntskabinett Henkel, Essen HP Galeria, a Langenberg.
Per tenir contacte amb Espanya l'artista viatjava cada any a passar les vacances estivals i aprofita l'estava per visitar galeries d'art i per veure les obres dels seus companys. La segona exposició individual la realitza a la Galeria de Vilanova, a Vilanova i la Geltrú, i a partir d'aquest moment alterna les mostren entre Alemanya i Espanya. El 1981 es presenta a la Galeries Syra de Barcelona, és la seva primera mostra a la ciutat Comtal i la crítica és molt positiva. Invitada per l'artista Josep Filella, l'any 1982, exposa al Centre de lectura. Continua amb les seves mostres a Düsseldorf i a Gütersloh. El 1985 torna a la Galeria Syra i, el 1988, a la Galeria Jaimes de Barcelona. L'any 1999 té dues exposicions importants: d'una banda, al Consolat General d'Espanya a Hannover, amb la participació del casal català d'aquesta ciutat, segurament la més important de la seva trajectòria; i d'altra banda, a la Sala Blanquerna de Madrid, organitzada per la Generalitat de Catalunya. Ambdues són mostres retrospectives en les quals es pot veure una bona selecció d'obres, i esdevenen homenatge i reconeixement al seu treball. Fa també una exposició a la Sala Llac de Tarragona amb obres inspirades en el paisatge del delta de l'Ebre que combina amb quadres d'altres sèries.
Torna a Espanya i obre una galeria que anomena Un Espai (2006-2009) a Cunit (Tarragona) per poder exhibir-hi obres d'art. Allí exposen Carmen Cobertera, Charles Collet, Claude Collet, Josepa Filella, Andrés Francesch, Anabel Jujol, Pilar López, José del Rio i Juan Soler-Jové. Després de quatre anys de treball per mostrar obres d'art actuals i de qualitat, es veu obligada a tancar per problemes econòmics, malgrat l'acceptació que tenen les mostres realitzades.

## Obra[calcitació]
Des d'un bon començament les obres de la Maria Rosa Rodrigo deixen de banda els plantejaments tradicionals d'aquells que s'inicien en el món de la pintura, és a dir, no realitza paisatges, i natures mortes propis d'artistes que comencen. Hi ha un tema que es presenta al llarg de la seva trajectòria, aquest és el piano. Aquest instrument té per a ella múltiples connotacions vinculades als records familiars i personals. Un altre tema destacat és el de la casa i el jardí. La casa i el jardí de Barcelona, on viu fins que es casa, és un espai enyorat, ple de records. La geometria va guanyant pes en la darrera sèrie de la seva producció; a Repetición o Ritornello és l'element essencial. A més també cal destacar la música i l'arquitectura.
Exposicions:
- L'any 1970: mostra la seva obra en exposicions col·lectives
- L'any 1977: primera mostra individual a la Kuntskabinett Henkel, Essen HP Galeria, a Langenberg
- L'any 1981: es presenta a la Galeria d'Art Syra de Barcelona
- L'any 1982: exposa al Centre de lectura
- L'any 1999: exposa al Consolat General d'Espanya a Hannover
- L'any 1999: exposa a la Sala Blanquerna de Madrid